# Coronación de Enrique VIII y Catalina de Aragón
La coronación de Enrique VIII y su esposa Catalina como rey y reina de Inglaterra tuvo lugar en la Abadía de Westminster, Londres, el 24 de junio de 1509. Enrique ascendió al trono dos meses antes, tras la muerte del rey Enrique VII de Inglaterra el 21 de abril, y Catalina se convirtió en su esposa y reina el 11 de junio. La ceremonia estuvo presidida por William Warham, Arzobispo de Canterbury, y organizada por Lady Margaret Beaufort, la abuela del rey.
Un asunto espléndido, la coronación del nuevo rey y la reina fue recibida con grandes festividades en todo el país, y la población tenía grandes esperanzas en el reinado del Rey. No se realizaría otra coronación conjunta de cuerpo entero en las islas británicas hasta la de Jaime II de Inglaterra y María de Módena en 1685, casi dos siglos después.

## Antecedentes
Las Guerras de las Rosas fueron los conflictos entre los Lancaster y York, dos ramas cadetes de la dinastía Plantagenet, por el trono inglés. El desorden civil bajo el reinado de Ricardo II vio la incautación de la corona por parte de su primo, Enrique de Lancaster, que también era un Plantagenet de línea masculina. Su hijo, Enrique, fue popular por sus exitosas campañas militares en Francia, pero murió inesperadamente, dejando el trono a su hijo pequeño, Enrique. Los fracasos militaristas del rey en Francia combinados con su posterior inestabilidad mental llevaron a su primo, Eduardo de York, a tomar el trono. Al igual que Enrique VI, Eduardo descendía patrilinealmente de Eduardo III de Inglaterra, pero su derecho al trono se basaba en una línea que permitía la sucesión femenina. Su hijo, el niño rey Eduardo V, fue encarcelado junto con su hermano menor por orden de su tío, el hermano de Eduardo, Ricardo, quien rápidamente tomó el trono y declaró ilegítimos a sus sobrinas y sobrinos por una ley del Parlamento.
Con la línea masculina de la Casa de Lancaster extinta, el reclamo de Lancaster fue heredado por Enrique Tudor, cuyo reclamo era bastante provisional. Su descendencia de los Plantagenets fue a través de una mujer, y la línea de la que descendía era ilegítima. Aunque los Beaufort fueron legitimados más tarde, Enrique IV les prohibió la sucesión. Dado que los Príncipes de la Torre desaparecieron en circunstancias misteriosas, la legítima heredera de York era su hermana, la Princesa Isabel.
Enrique Tudor invadió Inglaterra con un ejército, mató al rey Ricardo III y se convirtió en rey de Inglaterra como Enrique VII.  Se casó con la princesa Isabel para fortalecer su reclamo al trono, ya que Enrique solo era verdaderamente rey por derecho de conquista. La unión finalmente se convirtió en una relación amorosa, que produjo varios hijos. Su hijo mayor y heredero, Arthur, se casó con la infanta española Catalina de Aragón en 1501 como parte de una alianza anglo-española. Sin embargo, el príncipe murió al año siguiente y se arregló un matrimonio con la princesa viuda de Gales y el hermano menor de Arturo, el príncipe Enrique. A pesar de las preocupaciones sobre el dote de Catalina y la cuestión de la afinidad, se buscó una dispensa papal, y cuando Enrique ascendió al trono en 1509, se casó con Catalina, convirtiéndola en su reina. La ceremonia tuvo lugar el 11 de junio en la iglesia de los Frailes Observantes en el Palacio de Greenwich.

## Preparativos
El Rey proclamó que cualquiera que quisiera participar en la coronación debería reunirse en el Salón Blanco del Palacio de Westminster antes del 20 de junio, y un grupo de nobles encabezados por el Conde de Surrey, el Lord Tesorero y el Conde de Oxford investigarían las solicitudes. Dos días después, el Rey ordenó a veintiséis "personas honorables" que le sirvieran la cena en la Torre en previsión de sus creaciones como Caballeros del Baño el 23 de junio. Dichas personas incluían a William Blount; Thomas Knyvett, un compañero de justas; Sir Henry Clifford, un viejo amigo; y Sir Tomas Bolena, padre de Ana Bolena, quien más tarde se convertiría en la segunda esposa de Enrique.
Como era tradicional que el rey realizara una vigilia solemne antes de su coronación, Enrique observó esta costumbre en la Torre el 22 de junio. Él y la reina viajaron allí en una barcaza real desde Greenwich, y Enrique ordenó que se remodelaran los apartamentos reales para su estadía. En esta ocasión, lució un jubón de tela de raso dorado y damasco debajo de una túnica de terciopelo púrpura, forrada de armiño. Esa misma tarde, el Rey creó veinticuatro Caballeros del Baño.

## Coronación
La noche anterior a la coronación, Enrique y Catalina durmieron en la Cámara Pintada del Palacio de Westminster debajo de un gran mural que representaba la coronación de Eduardo el Confesor en 1042, encargado por Enrique III. Al llegar más temprano ese día, disfrutaron de un banquete y luego fueron a la capilla de St. Esteban por la oración.
Al día siguiente, la pareja real abandonó el palacio sobre las ocho de la mañana y se paseó por el Westminster Hall de la abadía, acompañada de treinta y ocho obispos y abades. Los comerciantes de telas suministraron 1641 yardas de tela escarlata y 2040 yardas de tela roja para la coronación, lo que hizo que el precio final de las túnicas de coronación rondara las 1307 libras esterlinas; la factura total por sedas y telas fue de 4781 libras esterlinas; Se gastaron £ 1749 en las túnicas de Enrique y Catalina.
La coronación se llevó a cabo en pleno verano: domingo 24 de junio de 1509. Los espectadores llenaron la Abadía para el evento. Entre algunas de las personas se encontraban la Sra. Anne Luke, la enfermera del Rey, y su antiguo profesor de francés, Giles Duwes. La abuela paterna del rey, Lady Margaret Beaufort, observó con orgullo en el coro cómo el presidente, el arzobispo William Warham, presentaba al rey Enrique a sus súbditos. Una masa de voces gritó el tradicional grito latino de Vivat, Vivat Rex! (que en latín significa '¡Viva el Rey!'). Enrique hizo su juramento de coronación ante el obispo de Londres:

"Con buena voluntad y alma devota, prometo... conservaré el privilegio del derecho canónico y de la santa iglesia... y lo haré... por la gracia de Dios, defenderos a vosotros y a cada uno de vosotros, obispos y abades, a través de mi reino y todas estas iglesias a ti y a ellos encomendadas; todas estas cosas ... Yo Enrique, rey de Inglaterra, prometo y confirmo guardar y observar, así que ayúdame Dios y por estos santos evangelistas tocados corporalmente sobre este altar sagrado"

Enrique se levantó de la silla de la coronación, se dirigió al altar mayor y fue ungido con aceite sagrado nueve veces (en las palmas de las manos, el pecho, la espalda, cada hombro y codo y la cabeza; cada vez con la señal de la cruz). Luego se le entregó al rey el orbe de oro y el cetro y se bajó la corona de San Eduardo sobre su cabeza.
A continuación, la nobleza de Inglaterra rindió homenaje al rey, comenzando por el par mayor, el duque de Buckingham. Se arrodilló frente a Henry, prometiendo su lealtad y lealtad:

"Yo, Edward Stafford, me convierto en su vasallo de vida y miembro y de adoración terrenal, fe y verdad, y les daré a ustedes, para vivir y morir contra todo tipo de personas, para que Dios me ayude a mí y a sus santos".

Cuatro condes y veintiún barones siguieron su ejemplo.
La siguiente fue la Reina. Después de años de maltrato y flotando en el limbo, Catalina finalmente fue coronada Reina de Inglaterra. Llevaba "una túnica forrada con miniver ... y un manto con una cola de tela blanca de oro con borlas doradas y blancas". El arzobispo colocó cuidadosamente una corona de oro sobre la cabeza de la Reina y colocó en su mano un cetro de oro con la imagen de una paloma en la parte superior.
La coronación conjunta se basó en el precedente de la ceremonia de coronación de Enrique VII, que planteó algunos problemas. A Edward Gray se le asignó la conducción de los caballos de la camada de la reina, un trabajo tradicionalmente asignado a sus antepasados. Sin embargo, el niño solo tenía seis años. Además, los vizcondes asignados para llevar el cetro y la vara de marfil en la procesión de Catalina eran inexistentes: no había vizcondes vivos en Inglaterra en 1509.

## Procesión Real

### Con el Rey
Sobre las cuatro de la tarde del 23 de junio, el Rey y la Reina participaron en una triunfal procesión desde la Torre hasta Westminster, ante la aclamación del público. Las vías de Londres estaban lujosamente amuebladas en previsión de la coronación; las casas y las tiendas estaban decoradas con tapices, algunos incluso con telas de oro. La multitud era tan grande que hubo que poner barandillas en las calles para evitar que la gente interfiriera con la procesión.
Delante del desfile estaban los recién creados Caballeros del Baño, vestidos con túnicas azules. Edward Stafford, duque de Buckingham, que había sido nombrado temporalmente condestable de Inglaterra, llevaba una pequeña barra de plata y cabalgaba delante del rey Enrique. Estaba vestido con un vestido de costosa costura, piedras y rubíes. Curiosamente, la patente de cartas que otorgó el cargo de alguacil de Inglaterra a Buckingham especificaba que conservaría este cargo solo el 23 de junio. El rey, que era muy consciente de la ambición política de Buckingham, hizo imponer esta condición.
Las multitudes vitorearon cuando el Rey finalmente hizo su aparición, montando un caballo adornado con damasco dorado y armiño. Sobre él había un dosel dorado llevado por los barones de Cinque Port. El propio Enrique vestía "túnicas de terciopelo carmesí adornadas con armiño sobre una chaqueta dorada cubierta con una impresionante variedad de brillantes diamantes, rubíes, esmeraldas y perlas. Alrededor de su cuello había un collar de enormes 'rubíes balas' de color rosa violeta del norte de Afganistán". El cronista Edward Hall escribió:

"Las facciones de su cuerpo, su buen carácter, su rostro amable, semblante principesco, con las nobles cualidades de su estado real, para todos los hombres conocidos, no necesita ensayo, considerando que por falta de astucia, no puedo expresar los dones de la gracia y de la naturaleza que Dios le ha dado".

Detrás de Enrique iban lores, caballeros y escuderos, seguidos por el Maestro de la Caballería del Rey, que también llevaba un collar de oro, aunque menos ostentoso que el del Rey.

### Con la Reina
La procesión de la reina Catalina seguida por la de Enrique. La litera en la que se sentaba estaba sostenida por dos palafrén blancos adornados con una tela blanca de oro. La reina estaba ataviada con satén blanco bordado, y Hall informó que llevaba el pelo suelto y una corona con muchas piedras preciosas. Detrás de la litera de la Reina iban los carros con sus damas de compañía y las esposas de los nobles del reino, ataviadas con sedas de colores.

## Disturbios y posterior apaciguamiento
Fuera de la Abadía, la multitud extasiada comenzó a arrancar pedazos del corredor escarlata que el Rey había pisado como recuerdo. Cuando Henry y Catherine finalmente abandonaron la Abadía, no notaron la ausencia del corredor y se dirigieron a Westminster Hall entre los vítores de la gente. Allí, la pareja real disfrutó de su banquete de coronación y las festividades continuaron durante días mientras Inglaterra celebraba la coronación del Rey y la Reina. Catherine escribió a su padre, "nuestro tiempo se gasta en un festival continuo".